# Zillingdorf
Zillingdorf je městys v rakouské spolkové zemi Dolní Rakousy, v okrese Vídeňské Nové Město.
K 1. lednu 2014 zde žilo 2 004 obyvatel.